# Noriko H. Arai
Noriko H. Arai (em japonês:  新井紀子, nascida em 1962) é uma pesquisadora japonesa em lógica matemática e inteligência artificial,   conhecida por seu projeto para desenvolver robôs que podem passar nas provas de admissão da Universidade de Tóquio. Ela é professora na divisão de informação e pesquisa social do National Institute of Informatics.

## Educação e carreira
Arai nasceu em Tóquio. Ela se formou em direito pela Universidade Hitotsubashi  e, em 1985, conquistou um magna cum laude em matemática pela Universidade de Illinois em Urbana – Champaign. Seu doutorado é do Instituto de Tecnologia de Tóquio.
Ela ingressou ao National Institute of Informatics em 2001.

## Contribuições
O projeto Todai Robot de Arai tem como objetivo construir um robô capaz de passar nas provas de admissão da Universidade de Tóquio (vulgarmente conhecida como Todai) até 2021. Arai tornou-se diretora do projeto em 2011. Em um TED Talk em 2017, ela relatou que seu sistema poderia alcançar uma pontuação melhor que 80% dos candidatos à universidade; entretanto, esta pontuação não era suficiente para ser aprovado. Arai vê o sucesso do projeto como evidência de que a educação humana deve se concentrar mais na resolução de problemas e criatividade, e menos na aprendizagem mecânica.
Arai também é a fundadora da Researchmap, "a maior rede social de pesquisadores do Japão". Ela foi uma dos 15 principais pesquisadores de inteligência artificial convidados pelo presidente francês Emmanuel Macron para se juntar a ele em março de 2018 para o anúncio de uma importante nova iniciativa francesa de pesquisa em inteligência artificial.